# Musa Gjylbegu
Musa Gjylbegu (ur. 15 września 1904 w Szkodrze, zm. 10 grudnia 1950 w Tiranie) – albański polityk, minister robót publicznych w rządach Rexhepa Mitrovicy i Fiqri Dine, ofiara represji komunistycznych.

## Życiorys
Pochodził z zamożnej rodziny muzułmańskiej. Szkołę podstawową i średnią ukończył w Szkodrze. W 1927 ukończył studia agronomiczne w Monachium. Po powrocie do kraju w 1928 pracował w prywatnym przedsiębiorstwie. W 1930 rozpoczął pracę w biurze statystycznym ministerstwa gospodarki narodowej. W 1941 objął stanowisko kierownika wydziału statystyki w ministerstwie, a rok później objął stanowisko kierownicze biura statystycznego działającego przy premierze rządu albańskiego. Był inicjatorem zbierania danych statystycznych dotyczących albańskiego rolnictwa. W październiku 1943 stanął na czele resortu robót publicznych w rządzie Rexhepa Mitrovicy. Funkcję tę pełnił do 1944. W latach 1943–1944, w okresie okupacji niemieckiej zasiadał w pro-niemieckim parlamencie.
W 1946 aresztowany przez funkcjonariuszy Sigurimi i oskarżony o wspieranie reżimu Ahmeda Zogu w okresie międzywojennym, a także o ukrywanie w swoim domu przeciwników władzy komunistycznej. 10 maja 1947 został skazany przez sąd wojskowy w Tiranie na karę dożywotniego pozbawienia wolności, pozbawienie praw publicznych i konfiskatę majątku. Zmarł w starym więzieniu w Tiranie, w trakcie odbywania kary.